# Anoba appensa
Anoba appensa là một loài bướm đêm trong họ Erebidae.